# 紹加

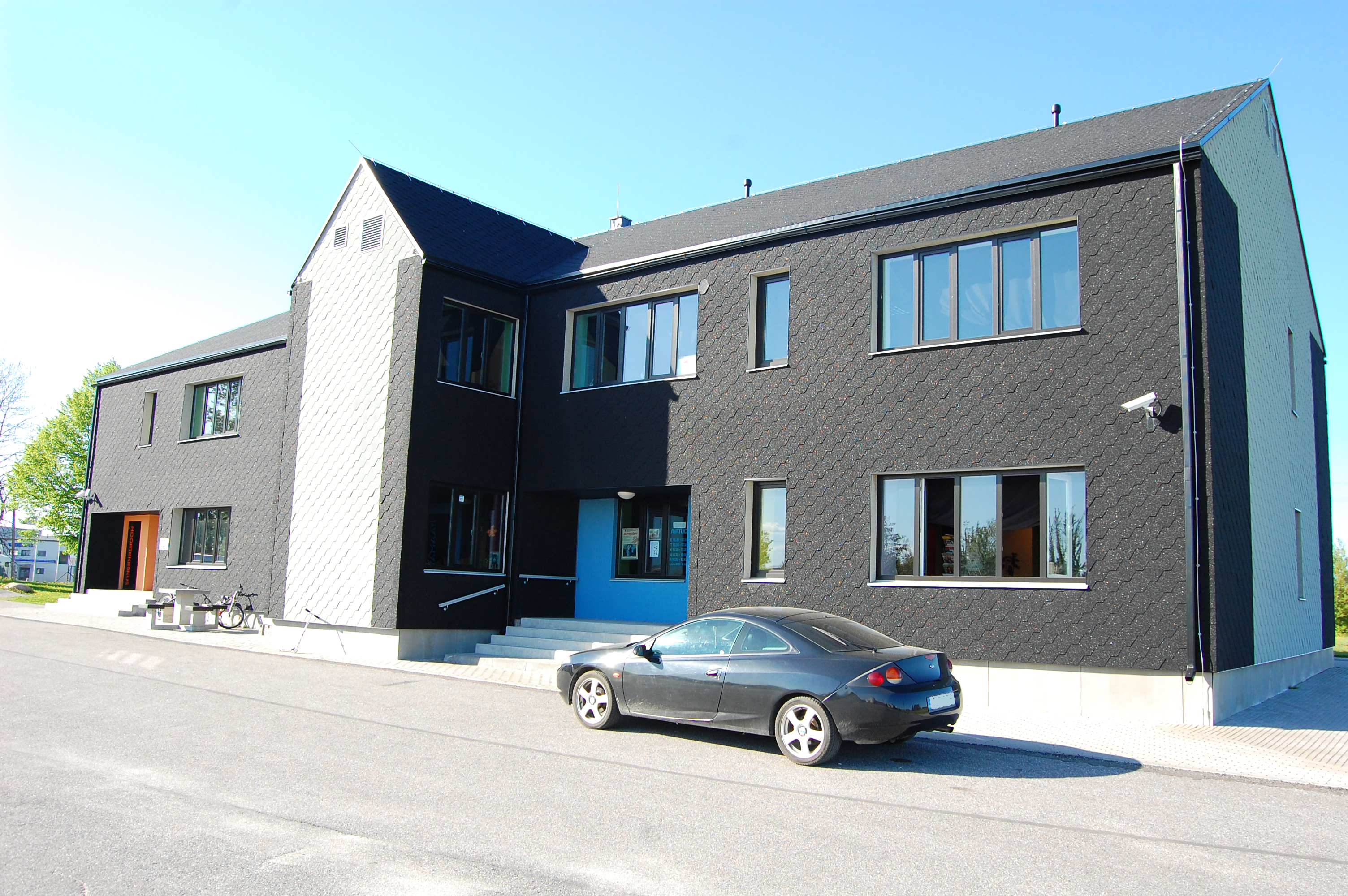
绍加图书馆及青少年活动中心

紹加，是愛沙尼亞派爾努縣托里市镇内的小鎮，位於該國西南部，曾是原紹加市镇的行政中心，處於首都塔林以南100公里，海拔高度15米，2011年該小鎮人口1,332。
58°25′36″N 24°29′41″E / 58.42667°N 24.49472°E